# スマートリング
スマートリング (smart ring)
1. コクヨが自社のバインダーに用いている独自のリング型とじ具[1]。
2. スマートフォンと連携する指輪型のウェアラブルデバイス。本記事で解説する。

スマートリング (smart ring) は、スマートフォン（スマホ）と連携する指輪型のウェアラブルデバイス。
現在のスマートリングの世界市場は約900万USドルであるが、2025年には5500万USドルまでに達すると予測されている。

## 概要
先駆けて開発されたスマートグラスやスマートウォッチよりさらに小型のデバイスであり、確認できるもので最古の製品は化粧中や飲食中でもスマホでの作業を可能とするタッチペンの一種として2012年に開発された。その後、NFC対応スマホとの併用によってロックの設定・解除やアドレスの送信といった機能を持つ製品、指の動きに合わせてデバイスに入力できる製品、加速度センサーやLEDを搭載した製品、ゲームの操作に特化した製品、指紋認証を用いたアクセス機能を搭載した製品、防水かつ充電不要な製品、骨伝導技術と音声アシスタント機能をかけ合わせた製品などが開発された。
当初こそ装飾要素の希薄な製品が多かったものの、2015年にはセンターストーンの形状にこだわった製品が開発され、2018年にはセンターストーンに本物のジルコニアを組み込んだ製品も開発されている。